# Unplugged (album de Alicia Keys)
Unplugged este primul album în concert (al treilea în total) al cântăreței de origine americană Alicia Keys. Discul conține interpretări reorchestrate ale celor mai cunoscute șlagăre ale interpretei, dar și câteva preluări. Materialul discografic a debutat pe prima poziție a clasamentului Billboard 200, fiind comercializat în 196,000 de exemplare în săptămâna lansării. Ulterior, Unplugged a primit discul de platină în S.U.A., fiind comercializat în peste un milion de copii în țara natală a interpretei. Primul cântec promovat de pe acest album, intitulat „Unbreakable”, a câștigat poziția cu numărul treizeci și patru în ierarhia Billboard Hot 100. Următorul disc single, „Every Little Bit Hurts”,  reprezintă o preluare după șlagărul Brendei Holloway, care nu s-a bucurat de succes comercial.
Pentru munca depusă au apărut și partu nominalizări Grammy la categoriile: Cea mai bună interpretă R&B, Cel mai bun album R&B și Cea mai bună melodie R&B.
În aceeași lună cu data lansării albumului, Alicia a lansat și un DVD care conținea un concert live din New York în care ea interpreta melodiile de pe noul album.

## Producere
În luna octombrie a anului 2005 Alicia a lansat primul său album live. Înregistrat pe data de 4 iulie a aceluiași an, în cadrul unui concert susținut în New York, acest nou album este influențat în cea mai mare parte de către stilurile R&B și soul. Single-urile de succes extrase de pe albumele de studio precedente au fost incluse în variante complet live, dar pe Unplugged a apărut și o serie de melodii noi. Pentru producerea acestuia Alicia a colaborat împreună cu Adam Levine, solistul trupei Maroon 5, realizând o reinterpretare a melodiei Wild Horses, cântată inițial de către The Rolling Stones. Ea i-a avut ca invitați și pe rapperii Common, Mos Def și Damian Marley.

## Ordinea pieselor pe disc
Versiunea standard
1. „Intro Alicia's Prayer” — 1:11
2. „Karma” — 2:10
3. „Heartburn” — 3:03
4. „A Woman's Worth” — 3:30
5. „Unbreakable” — 4:34
6. „How Come You Don't Call Me” — 5:23
7. „If I Was Your Woman” — 4:04
8. „If I Ain't Got You” — 4:06
9. „Every Little Bit Hurts” — 4:01
10. „Streets of New York (City Life)” — 7:35
11. „Wild Horses” — 6:04
12. „Diary” — 5:53
13. „You Don't Know My Name” — 3:35
14. „Stolen Moments” — 5:14
15. „Fallin'” — 5:10
16. „Love It or Leave It Alone” — 6:46